# Tychicus longipes
Espèce
Synonymes
- Olios longipes Walckenaer, 1837
- Olios malayanus Doleschall, 1857

Tychicus longipes est une espèce d'araignées aranéomorphes de la famille des Sparassidae.

## Distribution
Cette espèce est endémique d'Ambon dans les Moluques en Indonésie. Elle a été observée aux Pays-Bas.

## Publication originale
- Walckenaer, 1837 : Histoire naturelle des insectes. Aptères. Paris, vol. 1, p. 1-682 (texte intégral).